# Ferdinand Munk
Ferdinand Munk (* 29. Juli 1961 in Günzburg, Bayern) ist ein deutscher Unternehmer und Kommunalpolitiker. Er ist Inhaber und Geschäftsführer der Munk Group, eines mittelständischen Herstellers für Steigtechnik und Rettungstechnik.

## Berufliche Laufbahn
Munk schloss 1979 die Metallfach- und Holzfachausbildung ab und erlangte 1984 den Meisterbrief im Metallhandwerk. 1982 gründete er die Firma Günzburger Leiternbau. Nach dem Tod seines Vaters Leopold Munk im Jahr 1991 führte er sein Unternehmen und die vom Vater geführte Leopold Munk KG in der Günzburger Steigtechnik GmbH zusammen. Diese hat sich im Jahr 2021 unter dem Dach der Munk Group neu aufgestellt. Die Munk Group beschäftigt an den Standorten Günzburg und Leipheim mehr als 450 Mitarbeiter (Stand: Mai 2025).

## Politische Laufbahn
Ferdinand Munk ist CSU-Mitglied, seit 1990 ist er Stadtrat in Günzburg und seit 1996 Kreisrat im Landkreis Günzburg.

## Sonstige Ämter
Seit 1990 ist er Feuerwehrreferent der Stadt Günzburg und seit 1992 Mitglied im Deutschen und Europäischen Normenausschuss für Feuerwehrwesen. 2008 wurde er Mitglied im VDMA und ist dort seit 2021 stellvertretender Fachbereichsleiter im Bereich Feuerwehrtechnik (NA 031-04 FB), 2011 wurde er in den Wirtschaftssenat des Bundesverbandes mittelständische Wirtschaft (BVMW) berufen und 2016 zum Senator h.c. ernannt.
Im BVMW übernahm er 2016 den Vorsitz der Kommission „Arbeit und Soziales“. Seit 2020 ist er Vorsitzender der Kommission „Bundeswehr und BOS“.
Seit 2018 ist Ferdinand Munk Beiratsmitglied im Deutschen Feuerwehrverband.
Ebenfalls 2018 erhielt er die Staatsmedaille für besondere Verdienste um die bayerische Wirtschaft des Bayerischen Staatsministeriums für Wirtschaft, Energie und Technologie.
2021 wurde er durch den Freistaat Bayern mit der Medaille für besondere Verdienste um die kommunale Selbstverwaltung in Bronze ausgezeichnet.
Ferdinand Munk ist ehrenamtlich Repräsentant des Malteser Jugend- und Kinderhospizes.

## Auszeichnungen
- 2001: Feuerwehr-Ehrenmedaille in Gold des Bezirksfeuerwehrverbandes Schwaben
- 2007: Feuerwehr-Ehrenkreuz in Silber des Bezirksfeuerwehrverbandes Schwaben
- 2008: Verdienstkreuz am Bande der Bundesrepublik Deutschland
- 2017: „BLSV-Verdienstplakette in Silber“ des Bayerischen Landessportverbands für vielfältige Unterstützung des Sports
- 2018: Staatsmedaille für besondere Verdienste um die bayerische Wirtschaft des Bayerischen Staatsministeriums für Wirtschaft, Energie und Technologie.
- 2019 Ehrennadel in Silber mit Kranz des Kreisfeuerwehrverbandes Landkreis Günzburg e.V.
- 2021 Medaille für besondere Verdienste um die kommunale Selbstverwaltung in Bronze des Freistaats Bayern
- 2024 Sonderpreis für das Lebenswerk, Großer Preis des Mittelstands (Oskar Patzelt Stiftung)
- 2025 Sonderpreis für Jugendarbeit im Landkreis Günzburg, verliehen vom Kreisjugendring Jugend Günzburg
- 2025 Förderer Medaille in Gold des Allgäu-Schwäbischen Musikbund e.V.
- 2025 Ehrenkreuz in Gold des Bezirksfeuerwehrverband Schwaben e.V